# Sebeborci
Sebeborci (madžarsko Szentbibor, prekmursko Seböborci) so naselje v Občini Moravske Toplice.
Sebeborci so naselje z gručastim jedrom na pleistocenski terasi ob južnem vznožju Goričkega. Hiše so v več skupinah raztresene ob glavni cesti Martjanci - Prosenjakovci in stranskih cestah. Celotno naselje kljub svoji razdeljenosti na več skupin hiš leži skoraj na isti nadmorski višini. Južna pobočja hribov severno od naselja so delno gozdnata, ostali del pa je v veliki meri zasajen z vinogradi ob katerih so zgrajene počitniške hišice.
Vas je v pisnih virih prvič omenjena leta 1365 kot "Zebepurch".
Društva, ki delujejo v vasi:
1. Prostovoljno gasilsko društvo Sebeborci
2. Strelska družina Sebeborci
3. Kinološko društvo
4. Klub malega nogometa
5. Društvo za kulturo,šport in turizem " ŽLAKI"

V vasi so še:
1. Gasilski dom
2. Igrišče za nogomet
3. Mladinska soba
4. Gostilna Marič
5. Gostilna Dom
6. Mizarstvo Grof
7. Mizarstvo Dovidija